# Saksenoorlogen
De Saksenoorlogen (772–804) zijn een reeks oorlogen tussen het Frankische rijk van Karel de Grote en de Saksen. Het conflict begon met de veldtocht van Karel de Grote tegen de Saksen in de zomer van 772.

## Achtergrond
De Saksen, die tussen de Noordzee en de Harz en de Rijn en de Elbe woonden, waren tot dan deels tribuutplichtig aan de Frankische koningen geweest, maar nooit hun onderdanen. Bovendien hielden ze nog sterk vast aan de Germaanse tradities, waartoe niet alleen de oude religie en een vroeger los stamverband behoorde, maar ook regelmatig rooftochten op Frankisch gebied. Het is omstreden of Karel allereerst deze rooftochten wilde stoppen of vanaf het begin de onderwerping, kerstening en de integratie van de Saksen voor ogen had.
Hoewel we door de bronnen, vooral de Annales regni Francorum en de Vita Karoli Magni, van Frankische zijde goed geïnformeerd zijn over het verloop van de Saksenoorlogen, zijn er met betrekking tot deze oorlogen weinig archeologische vondsten gedaan. Er zijn geen sporen van een ontvolking van het gebied en ook van de in de bronnen genoemde deportaties is niets terug te vinden, zoals wel het geval is met de langetermijngevolgen van de ontvolking van Noordalbingië (Dithmarschen, Holstein en Stormarn) en de herbevolking met Slavische Abodriten door Karel.

## Onderwerping van de Saksen
De vernietiging van de Irminsul op de belangrijkste verzamelplaats van de Saksen leidde in 772 tot openlijke tegenstand tegen de Franken. Enige historici vermoeden, zich daarbij baserend op oude kronieken, dat de Irminsul een hoge boom of houten stam was en aangezien werd als een zinnebeeld voor de het hemelgewelf dragende wereldzuil. Dat doet denken aan de Noordse wereldboom Yggdrasil. Het motief voor de vernietiging van de Irminsul zou dan religieus zijn. Een andere mogelijkheid is dat de Irminsul hoofdzakelijk diende als symbool voor de centrale dingplaats van de Saksen. Hun vernietiging was daarmee voor de Saksen een aanslag op de Saksische „grondwet“, waarin niet voorzien was in een heerser als Karel de Grote. In deze zin kwam de vernietiging van de Irminsul neer op de opheffing van het Saksische „parlement“.
De zomerveldslag van de Franken in dat jaar was aanvankelijk succesvol: Karels leger stak de Rijn over Saksisch gebied in en veroverde onder andere de Syburg (bij Dortmund) en de Eresburg (tegenwoordig Marsberg), waar de Irminsul gestaan zou hebben, en stootte door tot de Wezer. De Saksen leken verslagen te zijn, hun leider Hessi onderwierp zich aan Karel en bekeerde zich tot het christendom. Er zijn mogelijk sporen opgegraven van de historische Eresburg. Gebaseerd op dit succes voerde Karel besprekingen met Saksische edelen die bereid waren mee te werken en hield daarbij gijzelaars als waarborg.
In 773 trok Karel naar Italië waar de koning van de Longobarden, Desiderius, onderdak verleende aan de voortvluchtige zonen van zijn overleden broer Carloman I. In de tussentijd zette een deel van de Saksen, vooral boerenstrijders onder leiding van Widukind, een Westfaalse edelman, de tegenstand voort en veroverden Deventer, Frankische nederzettingen en kerken, voornamelijk in het huidige Rijnland. In 774 belegerden de Angrivariërs, een Saksische deelstam de nederzetting Fritzlar, maar werden teruggedrongen door de Franken daar.
In 775 bracht de tweede veldtocht van Karel tegen de Saksen het Frankische leger via Syburg, Eresburg en Brunsberg (Höxter) in het Oostsaksische grondgebied aan de Oker, waar een deel van de Saksen zich onderwierp aan de Frankische koning. De terugtocht van het leger onder Karel leidde via Hildesheim en Nordstemmen naar de Bukkigouw rond Bückeburg, waar de Angrivariërs, Frankische gijzelaars vasthielden. Van daar trok Karel naar „Hlitbeki“ (Lübbecke), om zijn eigen mensen militair bij te staan. Na een veldtocht in Italië in 776 keerde Karel weer terug, nadat de Saksen zijn fort bij Eresburg hadden vernietigd. Hij wist hen weer te onderwerpen, waarna Widukind naar Denemarken vluchtte.
In 777 – een jaar dat zonder bloedvergieten zou zijn verlopen – vond voor de eerste maal een Frankische bijeenkomst, voorloper van de rijksdag, plaats op Saksische bodem, weliswaar in het net gestichte Karlsburg, vermoedelijk bij het huidige Paderborn. Dit moest de bekering van de Saksen bespoedigen, waartoe onder andere Angelsaksische missionarissen uit Engeland ingezet werden. Karel de Grote streefde ernaar om net als in andere veroverde gebieden, de kerken met hun nederzettingen (kloosters) en hun administratieve traditie (boekhouding) als toezichtsinstrument te gebruiken.
In 778 leed Karel aanvankelijk een nederlaag tegen de Saracenen in Spanje. Op de terugweg werd ook nog zijn achterhoede overvallen door Basken. Tijdens deze Slag van de Roncevaux-Pas werd Roeland gedood, wat later aanleiding was voor het Roelandslied. In 779 veroverde Karel Oostfalen, Engern en Westfalen.

## Grote opstand
De naar Karels idee ontrouwe Saksen hergroepeerden zich inderdaad opnieuw en overvielen herhaaldelijk dorpen van de Chatten in het huidige Hessen. Onder aanvoering van hun hertog Widukind en beter georganiseerd dan voorheen, hielden de Saksen zich niet meer bezig met veroveringstochten, maar alleen met open veldslagen. Bovendien voerde Karel heffingen in, liet heidense gebruiken onderdrukken en onder dwang bekeringen naar het christendom uitvoeren, wat voor nieuwe opstanden zorgde onder een deel van de Saksen. Dit was vooral de boerenstand, terwijl een deel van de adel aan de kant van de Franken stond. In de Slag bij de Süntel vernietigde Widukind bij het Süntelgebergte een Frankenleger, terwijl Karel zelf met een veldtocht tegen de Sorben bezig was.
In 782 op de rijksdag in Lippspringe werd het land van de Saksen in Frankische graafschappen opgedeeld. Karel moet op de hardnekkige tegenstand hebben gereageerd met harde repressie, onder andere met het beruchte Bloedbad van Verden in 782 in Verden, waarbij meer dan 4000 Saksen onthoofd en omgekeerd op een kruis gehangen zouden zijn. Dit in de bronnen genoemde aantal wordt door sommigen als overdrijving gezien, aangezien archeologische sporen van een dusdanige slachting tot nu toe nog niet zijn gevonden. Sommigen denken dat in die bronnen delocabat (=liet deporteren) als decollabat (=liet onthoofden) geschreven zou zijn. Widukind was daarvoor al naar Denemarken ontkomen.
Karel werd in de oorlog tegen de Saksen bijgestaan door missionarissen. Hij verordende een speciale wet (Capitulatio de partibus Saxoniae) volgens welke elke verwonding van een missionaris of de minachting van de christelijke rijksorde - smaad richting een priester of een kerk, de bij de heidenen gebruikelijke crematie of het eten van vlees op vastendagen - met de doodstraf bestraft werd. Ook deportatie werd door Karel als middel van onderwerping gebruikt. Zelfs in de kring rond Karel stuitte dit op bezwaren. Alcuinus, de latere abt van de Sint-Maartensbasiliek van Tours, schreef een brief waarin hij Karel tot terughoudendheid maande, aangezien het woord Gods niet met het zwaard, maar met prediken verspreid moest worden. Desondanks zette Karel de hardhandige en meedogenloze kerstening door, wat hem de bijnaam Saksenslager opleverde.
In Detmold en bij de Hase kwam het in de zomer van 783 tot gevechten, waarbij Saksische vrouwen zich met ontblote borsten op de overrompelde Franken gestort zouden hebben. Fastrada, de dochter van graaf Radulf, die na de dood van Karels vrouw Hildegard in 783 zijn nieuwe vrouw werd, zou zich volgens de overlevering ook met ontblote borsten in de slag geworpen hebben.
In 784 sloten de Friezen zich aan bij de opstand, zoals ze dat al eerder hadden gedaan. Ondanks hun vechtlustige instelling kwamen de Saksen steeds meer in het gedrang. De omslag kwam toen hertog Widukind zich in 785 (vermoedelijk in de palts Attigny) liet dopen en de eed van trouw aan Karel, die als peter optrad, aflegde. Naast Attigny worden nog elf andere doopplaatsen van Widukind genoemd in latere bronnen, zoals de Hohensyburg, Paderborn en Worms. De strijd in de huidige Nederlanden was hiermee afgelopen.

## Kleinere opstanden
In het huidige Duitsland zette de strijd zich nog wel voort. In 792 kwam het tot de laatste grote opstand als reactie op gedwongen rekruteringen voor de Avarenoorlogen. Karel reageerde met gedwongen deportaties en gaf Saksisch land aan Franken en zijn Abodritische bondgenoten. De verbanningsoorden van de Saksen zijn tegenwoordig nog te herkennen aan de plaatsnamen. Een meerderheid van de Saksen onderwierp zich vanaf toen, maar nog tot 804 (krijgstocht van de Franken naar Noordalbingië) kwam het steeds tot ongeregeldheden.
Maar Karel stuurt ook op verzoening met de Saksen aan. In 802 werd het Saksische volksrecht, de Lex Saxonum, op schrift gesteld, nadat al in 797 met de Capitulare Saxonicum de wet vastgelegd was. Weliswaar werd daarbij alles uit de oude gebruiken gehaald, wat Karels aanspraak op de monarchistische godsstaat tegenspraak, en in deze gewijzigde vorm vanaf toen voor onaantastbaar verklaard. De instelling van een kerkelijke infrastructuur met de stichting van bisdommen zorgde voor een bestendiging van de met grote wreedheid over 30 jaar doorgezette kerstening van het Saksische volk. Voor Noordwest-Duitsland geldt deze fase van de 9e eeuw, die afgerond werd met de aanstelling in 805 van missionaris Liudger tot de eerste bisschop van Münster, als de grootste gewelddadige omwenteling in de geschiedenis. Met de Saksenoorlogen waren de volksverhuizingen in het noordwesten van het rijk tot een einde gekomen. De oorlog tegen de Saksen was een van de zwaarste geweest die het Frankische volk gevoerd had volgens Karels biograaf Einhard. In de 10e eeuw, na twee eeuwen opgenomen te zijn in het Frankenrijk, leverden de Saksen met de dynastie van de Ottonen de koningen in het Oost-Frankenrijk.